# Mitsubishi Lancer WRC
La Mitsubishi Lancer WRC è un'auto World Rally Car creata dalla Mitsubishi Motors Corporation per gareggiare nel Campionato del Mondo Rally, in sostituzione della serie Mitsubishi Lancer Evolution, omologata per il Gruppo A.

## Mitsubishi Lancer WRC
Nel 1997 la FIA aveva introdotto il regolamento specifico per le vetture World Rally Car, i principali costruttori avevano, perciò, indirizzato i loro sforzi sulla nuova categoria che permetteva maggiori libertà rispetto alle altre; la casa dei tre diamanti, tuttavia, continuò lo sviluppo della versione Gruppo A della Lancer con cui conquistò 4 titoli piloti, con Tommi Mäkinen dominatore delle stagioni dal 1996 al 1999, e il campionato costruttori nel 1998.
Nel 2001 la squadra giapponese ritenne necessario sviluppare una vettura da iscrivere al campionato WRC nella speranza di ritornare alle posizioni di vertice introducendo la Lancer WRC.
La nuova creatura, nata negli stabilimenti Ralliart, era basata sulla progenitrice di Gruppo A, con cui condivideva il cambio, i differenziali e il propulsore 2 litri siglato 4G63, aveva subito modifiche alla distribuzione dei pesi, con l'ago della bilancia ferma a 1230 kg, e al comparto motore, ora capace 300cv.

### Stagione 2001
La vettura esordì all'undicesimo evento di stagione, il Rally di Sanremo, condotta dalle coppie Tommi Mäkinen - Risto Mannisenmäki e Freddy Loix - Sven Smeets.
La stagione di esordio si rivelò povera di risultati consegnando agli annali 4 ritiri e un sesto posto assoluto, ottenuto da Mäkinen al Rally d'Australia, come miglior risultato.

### Stagione 2002
Dopo il forfait di Mäkinen e Loix i manager giapponesi scritturarono François Delecour - Daniel Grataloup, Alister McRae - David Senior e, come terza guida per alcuni eventi, Jani Paasonen in coppia con Arto Kapanen.
L'inizio di stagione fu un pallido revival della precedente e vide gli alfieri Mitsubishi ritirarsi per 5 volte complessive e ottenere un quinto posto al Rally di Svezia come miglior piazzamento, prima dell'introduzione dell'evoluzione WRC2 avvenuta al Rally di Finlandia.

## Mitsubishi Lancer WRC2

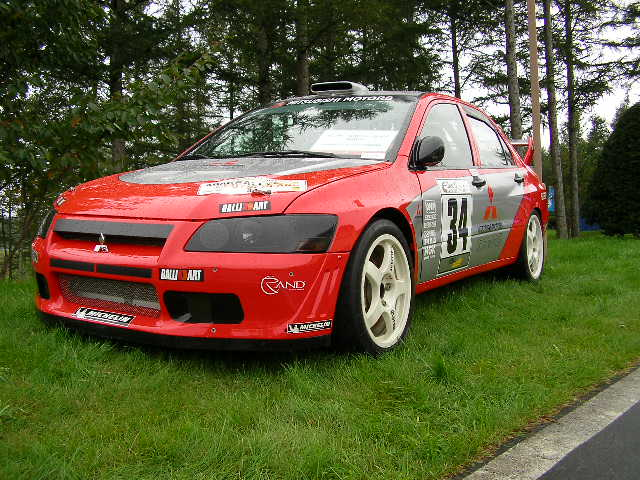
La Lancer WRC2

La nuova evoluzione denominata WRC2, resa necessaria per tentare di compensare il gap rispetto alle avversarie venne presentata al rally di Finlandia.
Le migliorie riguardavano principalmente la distribuzione dei pesi e il pacchetto aerodinamico oltre ad un generale refining delle componenti motore.

### Stagione 2002
Nonostante l'impegno profuso la vettura si dimostrerà ancora poco competitiva chiudendo con un ottavo posto come miglior piazzamento e ben 9 ritiri complessivi.
Al termine della stagione la squadra annuncerà un anno sabbatico in previsione di uno sviluppo della nuova vettura.

### Stagione 2003
La stagione vedrà le WRC2 protagoniste di alcuni eventi disputati allo scopo di testare soluzioni per la vettura in via di sviluppo

## Mitsubishi Lancer WRC04

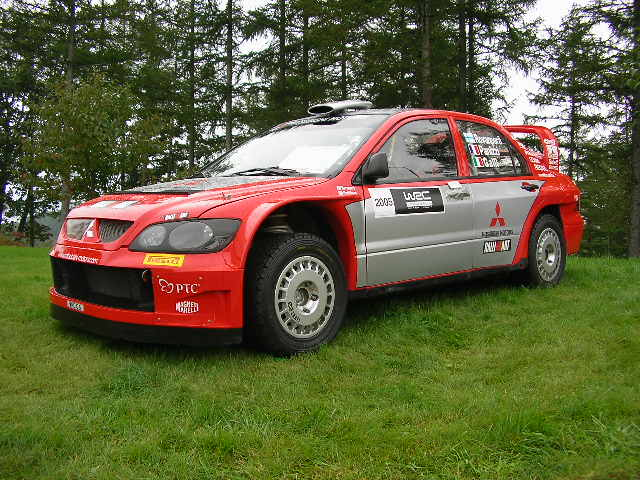
La Lancer WRC04

La vettura approntata per il campionato 2004 era l'ennesima evoluzione della versione precedente; in questo caso, però, i tecnici della casa di Minato avevano apportato oltre 6000 modifiche al modello originale, andando a raffinare l'aerodinamica con un uso estensivo della galleria del vento, riprogettando la trasmissione, ora affidata a un cambio a 5 rapporti semiautomatico accoppiato a una nuova trazione integrale sviluppata in collaborazione con la ditta inglese Ricardo.
Restava, invece, invariato il comparto sospensivo, ancora costituito da uno schema MacPherson, mentre l'impianto frenante prevedeva diverse opzioni, fra cui pinze a 8 pompanti e dischi di diametro fino a 370mm.

### Stagione 2004
I piloti scelti per questa nuova stagione furono Gilles Panizzi in coppia con il fratello Hervé, Gianluigi Galli - Guido D'amore, Kristian Sohlberg - Kaj Lindstrom, Daniel Solà - Xavier Amigò Colòn; anche questa stagione fu avara di soddisfazioni e venne interrotta dopo il decimo appuntamento, disputato in Germania, per poi essere ripreso all'ultima gara della stagione, il Rally di Catalogna.
Il bottino finale fu di due sesti posti

## Mitsubishi Lancer WRC05
L'ultima evoluzione della Lancer WRC, la WRC05, rappresentava un ulteriore aggiornamento della precedente; in questo caso le carreggiate erano state aumentate di 30mm per essere in regola con le nuove normative FIA, inoltre l'aerodinamica era stata ulteriormente rivista e la meccanica era stata migliorata con interventi mirati a motore, centralina e rapporti al cambio.

### Stagione 2005
Confermati Panizzi e Galli la terza guida venne affidata a Harri Rovanperä, affiancato da Risto Pietiläinen; i tre equipaggi, complice anche la rinnovata vettura, furono in grado di andare a podio in due occasioni, centrando il terzo posto al Montecarlo e il secondo posto in Australia.
Nonostante i risultati in netto miglioramento i vertici della casa giapponese optarono per il ritiro dalla massima competizione rallystica e le vetture vennero dismesse per poi essere gestite in maniera privata o semiufficiale per le successive due stagioni, durante le quali furono ancora in grado andare a punti.